# Weksel-ZIDMU Zaporoże
Weksel-ZIDMU Zaporoże (ukr. Міні-футбольний клуб «Вексель-ЗІДМУ» Запоріжжя, Mini-Futbolnyj Kłub "Weksel-ZIDMU" Zaporiżżia) – ukraiński klub futsalu, mający siedzibę w mieście Zaporoże. Od sezonu 1999/00 do 2001/02 występował w futsalowej Pierwszej Lidze Ukrainy.

## Historia
Chronologia nazw:
- 1998: Weksel-ZIDMU Zaporoże (ukr. «Вексель-ЗІДМУ» Запоріжжя)
- 2001: ZIDMU Zaporoże (ukr. «ЗІДМУ» Запоріжжя) - po fuzji z DSS Zaporoże
- 2002: klub rozwiązano

Klub futsalowy Weksel-ZIDMU Zaporoże został założony w Zaporożu w 1998 roku i reprezentował Zaporoski Instytut Państwowego i Municypalnego Zarządzania. W sezonie 1998/99 zespół startował w profesjonalnych rozgrywkach Drugiej Ligi, zajmując 2.miejsce w grupie wschodniej. W następnym sezonie 1999/2000 debiutował w Pierwszej Lidze. Po zajęciu pierwszego miejsca w grupie A zakwalifikował się do turnieju finałowego, gdzie również zwyciężył. Jednak z przyczyn finansowych klub zrezygnował z awansu do Wyższej Ligi. W sezonie 2000/01 również najpierw zwyciężył w grupie wschodniej pierwszej ligi, ale w turnieju finałowym był drugim. Przed rozpoczęciem sezonu 2001/02 klub połączył się z DSS Zaporoże i potem występował w pierwszej lidze jako druga drużyna z nazwą ZIDMU Zaporoże. W 2002 klub zrezygnował z dalszych występów i został rozwiązany.

## Barwy klubowe, strój
| Biały | Ciemnożółty |

Zawodnicy klubu zazwyczaj grali swoje mecze domowe w białych strojach.

## Sukcesy

### Trofea międzynarodowe
Nie uczestniczył w rozgrywkach europejskich (stan na 31-05-2019).

### Trofea krajowe
| \| \| Zdobyte trofea w rozgrywkach Ukrainy (stan na: 31-05-2019) \| |                                                            |      |           |
| Rozgrywki                                                           | Osiągnięcie                                                | Razy | Sezon(y)  |
| · Mistrzostwo                                                       | I miejsce                                                  | 0    |           |
| · Mistrzostwo                                                       | II miejsce                                                 | 0    |           |
| · Mistrzostwo                                                       | III miejsce                                                | 0    |           |
| Puchar                                                              | zdobywca                                                   | 0    |           |
| Puchar                                                              | finalista                                                  | 0    |           |
| II liga                                                             | I miejsce                                                  | 1    | 1999/2000 |
| II liga                                                             | II miejsce                                                 | 1    | 2000/01   |
| II liga                                                             | III miejsce                                                | 0    |           |
| Ukraina                                                             | Zdobyte trofea w rozgrywkach Ukrainy (stan na: 31-05-2019) |      |           |

## Struktura klubu

### Stadion
Klub rozgrywa swoje mecze domowe w Hali ZIDMU w Zaporożu. Pojemność: 500 miejsc siedzących.

### Sponsorzy
- ZIDMU - Zaporoski Instytut Państwowego i Municypalnego Zarządzania (ukr. Запорізький інститут державного та муніципального управління - ЗІДМУ)